# Шапка (геологія)
Шапка (геологія):
- 1. Зона вивітрювання сульфідних та інших мінеральних комплексів, що знаходяться на поверхні земної кори.
- 2. Геологічне утворення, яке має випуклу форму. Див. також: купол геологічний.

## Окремі різновиди
- ШАПКА АНГІДРИТО-ҐІПСОВА (ШАПКА ҐІПСОВА) – залишкові утворення ангідриту й ґіпсу у вершинах соляних куполів, які найчастіше виникають внаслідок розчинення верхньої частини соляного тіла і нагромадження на його поверхні менш розчинних продуктів.
- ШАПКА ГАЗОВА – скупчення склепінчастого газу
- ШАПКА ГАЛУНОВА – зона вивітрювання деяких родовищ самородної сірки, яка складається з галунів.
- ШАПКА ЗАЛІЗНА – зона окиснення сульфідних родовищ, яка складається переважно з гідроокисів заліза; поділяється на дві частини: верхню – вилуговування й нижню – окиснення; утворюється внаслідок процесів хімічного вивітрювання сульфідів, що переходять у сульфати, які вилуговуються і заміщуються гідрооксидами заліза.
- ШАПКА ЗЕЛЕНА – застаріла назва малахіту.
- ШАПКА КВАРЦОВА – значні скупчення молочно-білого кварцу у вигляді блоків, які перекривають кришталеві льохи.
- ШАПКА МАНҐАНОВА – зона вивітрювання манґанових родовищ, яка складається з вторинних мінералів манґану.